# Lipoltice
Lipoltice (en allemand : Lipoltitz) est une commune du district et de la région de Pardubice, en République tchèque. Sa population s'élevait à 441 habitants en 2024.

## Géographie
Lipoltice se trouve à 6 km au sud de Přelouč, à 17 km à l'ouest-sud-ouest de Pardubice, à 31 km au sud-ouest de Hradec Králové et à 82 km à l'est de Prague.
La commune est limitée par Brloh et Přelouč au nord, par Poběžovice u Přelouče et Choltice à l'est, par Urbanice au sud et par Sovolusky et Jankovice à l'ouest.

## Histoire
La première mention écrite de la localité date de 1257.

## Galerie

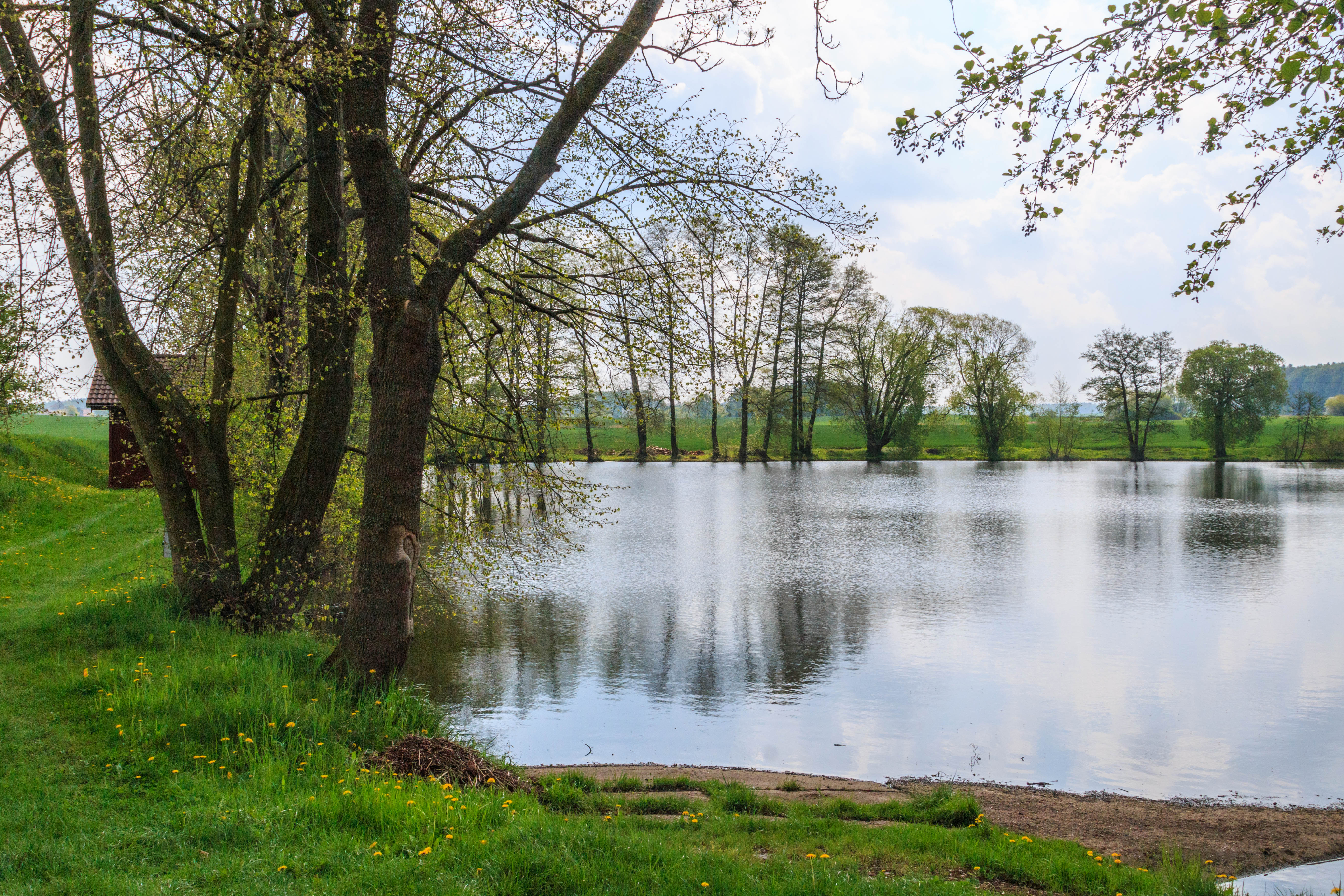
Étang de Pelechov.
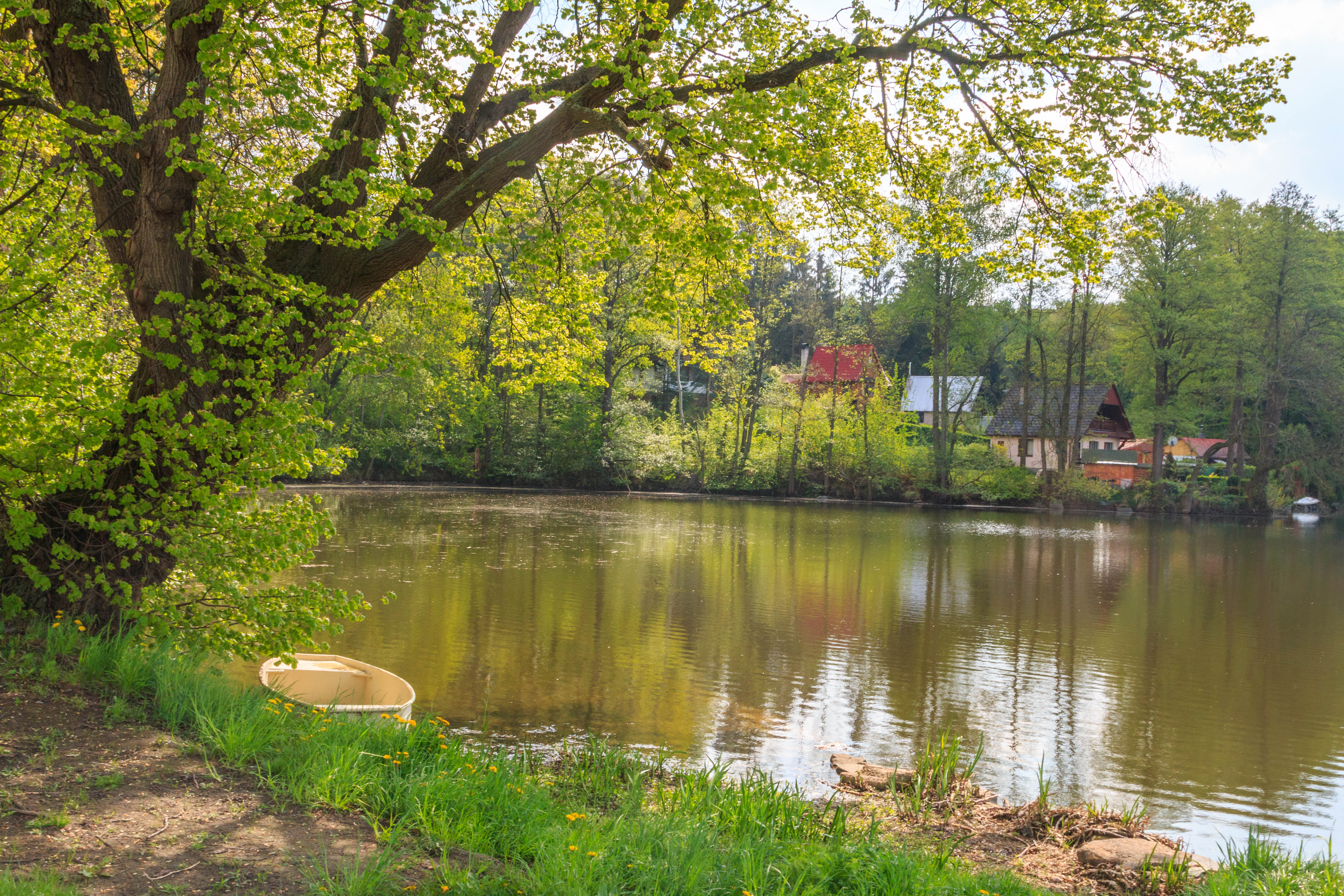
Étang de Pelíšky.

## Transports
Par la route, Lipoltice se trouve à 7 km de Přelouč, à 19 km de Pardubice et à 99 km de Prague. 